# Saint-Léger-Bridereix
Saint-Léger-Bridereix är en kommun i departementet Creuse i regionen Nouvelle-Aquitaine i de centrala delarna av Frankrike. Kommunen ligger i kantonen La Souterraine som tillhör arrondissementet Guéret. År 2022 hade Saint-Léger-Bridereix 165 invånare.

## Befolkningsutveckling
Antalet invånare i kommunen Saint-Léger-Bridereix
Referens:INSEE